# Tignécourt
Tignécourt – miejscowość i gmina we Francji, w regionie Grand Est, w departamencie Wogezy.
Według danych na rok 1990 gminę zamieszkiwało 115 osób, a gęstość zaludnienia wynosiła 6 osób/km² (wśród 2335 gmin Lotaryngii Tignécourt plasuje się na 930. miejscu pod względem liczby ludności, natomiast pod względem powierzchni na miejscu 198.).